# Amerikai ostrom
Az Amerikai ostrom (eredeti cím: American Siege) 2022-es amerikai akciófilm, amelyet Edward Drake írt és rendezett. A főszerepben Timothy V. Murphy, Bruce Willis, Rob Gough, Johann Urb, Anna Hindman, Johnny Messner, Cullen G. Chambers és Janet Jones látható. A filmet a Vertical Entertainment 2022. január 7-én mutatta be. A kritikusoktól általánosságban negatív véleményeket kapott.

## Cselekmény
Egy seriffet megbíznak egy tolvajbanda lekapcsolásával, akik túszul ejtettek egy gazdag orvost.

## Szereplők
| Színész            | Szerep           | Magyar hang       |
| ------------------ | ---------------- | ----------------- |
| Bruce Willis       | Ben Watts        | Dörner György     |
| Rob Gough          | Roy Lambert      | Hajdu Tibor       |
| Anna Hindman       | Grace Baker      | Kelemen Kata      |
| Trevor Gretzky     | Kyle Rutledge    | Czető Roland      |
| Cullen G. Chambers | John Geats       | Jakab Csaba       |
| Timothy V. Murphy  | Charles Rutledge | Forgács Péter     |
| Johann Urb         | Toby Cavendish   | Király Attila     |
| Johnny Messner     | Silas            | Törköly Levente   |
| Janet Jones        | Marisa Lewis     | Farkasinszky Edit |

## A film készítése
Az Amerikai ostrom forgatása 2020. november 10-én kezdődött. A forgatás jelentős helyszínei közé tartozott a georgiai Fitzgerald, a washingtoni Bellingham és a brit kolumbiai Victoria. A 10 millió dolláros gyártási költségvetésből forgatott film forgatása 2020. december 1-jén fejeződött be. A Shout! Studios szerezte meg a film észak-amerikai forgalmazási jogait.

## Megjelenés
A filmet 2022. január 7-én mutatta be a Vertical Entertainment a mozikban.

## Fogadtatás
A Rotten Tomatoes weboldalon 0%-ot ért el 11 kritika alapján.